# وزارة الجنسية والهجرة (كندا)
وزارة الجنسية والهجرة (بالإنجليزية: Department of Citizenship and Immigration Canada)‏، (بالفرنسية: Citoyenneté et Immigration Canada)‏ هي وكالة حكومية كندية تشرف على تسيير أمور الهجرة والجنسية. تأسست عام 1994 إثر عمليات إعادة تنظيم الحكومة الفدرالية.
تدير الوزارة شبكة واسعة من مراكز «الجنسية والهجرة» في جميع أنحاء كندا وعدد كبير من السفارات والمفوضيات العليا والقنصليات في الخارج. بدأت خدمة كندا [الإنجليزية] مؤخرًا بتولي بعض عمليات الوكالة الميدانية المحلية في حين تسلمت وكالة خدمات الحدود الكندية مسؤولية رقابة الدخول على الحدود وفي المطارات وتنفيذ القوانين المتعلقة بها.
تظل مسؤولية الوزارة الأساسية في وضع السياسات والإشراف على عمليات الإقامة الدائمة والمؤقتة، وحماية اللاجئين وطلبات الحصول على الجنسية.

## اقرأ أيضًا
- قانون الهجرة وحماية اللاجئين (كندا)